# Michel Pohl den yngre
Michel Pohl den yngre, död före 21 oktober 1729, var en svensk silversmed. Han var son till Michel Pohl den äldre och far till Johan Pohl.
Michel Pohl inskrevs som lärling hos fadern 1681, utskrevs 1685 och blev guldsmedsmästare 1697 med en agraff, en ring, en pitzér och ett par knivskaft pousserade i vax som mästarstycke. Från 1703 blev han riksvärdie med uppgift att vara tillsyningsman över guldsmederna i Sverige.